# Lijst van rijksmonumenten in Oosterwolde (Friesland)
De plaats Oosterwolde telt 9 inschrijvingen in het rijksmonumentenregister. Hieronder een overzicht. 
| Object                                            | Oorspronkelijke functie? | Bouwjaar                                            | Architect       | Locatie                                 | Coördinaten?                  | Nr.?   | Afbeelding                                      |
| ------------------------------------------------- | ------------------------ | --------------------------------------------------- | --------------- | --------------------------------------- | ----------------------------- | ------ | ----------------------------------------------- |
| Dorpskerk Hervormde kerk met dubbele klokkenstoel | Kerk en kerkonderdeel    | 1735 1790 (renov. spits) 1969 (renov. klokkenstoel) |                 | Brink 26                                | 52° 59' 38" NB, 6° 17' 36" OL | 31738  | Meer afbeeldingen                               |
| Terrein met overblijfselen van bewoning           | Archeologisch monument   | Mesolithicum                                        |                 | Weperpolder, westelijk van Falkenahoeve | 53° 0' 59" NB, 6° 19' 9" OL   | 45874  | Terrein met overblijfselen van bewoning         |
| Terrein met overblijfselen van bewoning           | Archeologisch monument   | Paleolithicum, Mesolithicum en Neolithicum          |                 | Vaart Westzijde, bij De Horn            | 52° 59' 36" NB, 6° 15' 24" OL | 45876  | Upload foto                                     |
| Terrein met overblijfselen van nederzettingen     | Archeologisch monument   | Paleolithicum en IJzertijd                          |                 | Vaart Westzijde, bij De Horn            | 52° 59' 31" NB, 6° 14' 60" OL | 45877  | Upload foto                                     |
| Hervormde kapel ("het lokaal")                    | Kerk en kerkonderdeel    | 1928                                                | M.O. Meek       | Prinsenstraat 5                         | 52° 59' 37" NB, 6° 17' 46" OL | 514111 | Hervormde kapel ("het lokaal")                  |
| Hervormde kapel, pastorie                         | Kerkelijke dienstwoning  | 1928                                                | M.O. Meek       | Prinsenstraat 7                         | 52° 59' 37" NB, 6° 17' 47" OL | 514112 | Hervormde kapel, pastorie                       |
| Boerderij van het slaktype in Interbellum-stijl   | Boerderij                | 1926 1953-1960 (verb.)                              | O.M. Meek       | Molenweg 58                             | 52° 58' 54" NB, 6° 18' 43" OL | 514117 | Boerderij van het slaktype in Interbellum-stijl |
| De Brinkhorst                                     | Woonhuis                 | 1898                                                | verm. O.M. Meek | Brinkstraat 9                           | 52° 59' 32" NB, 6° 17' 35" OL | 514118 | Brinkhorst De Brinkhorst                        |
| Huize De Balhof                                   | Dienstwoning             | 1938                                                | A. Baart sr.    | 't Oost 56                              | 52° 59' 45" NB, 6° 17' 60" OL | 514119 | Balhof Huize De Balhof                          |